# St Helen Auckland
St Helen Auckland är en by i distriktet Durham, i grevskapet Durham, i England. Byn är belägen 17 km från Durham. Auckland St Helen var en civil parish fram till 1937 när blev den en del av Bishop Auckland och Etherley. Civil parish hade 1 373 invånare år 1931.